# Agabus brandti
Agabus brandti är en skalbaggsart som beskrevs av Edgar von Harold 1880. Agabus brandti ingår i släktet Agabus och familjen dykare. Inga underarter finns listade i Catalogue of Life.